# Sestante (costellazione)
Il Sestante (in latino Sextans, abbreviato in Sex) è una delle 88 costellazioni moderne. Si tratta di una costellazione minore sita in prossimità dell'equatore celeste, che fu introdotta nel XVII secolo dall'astronomo polacco Johannes Hevelius.

## Caratteristiche

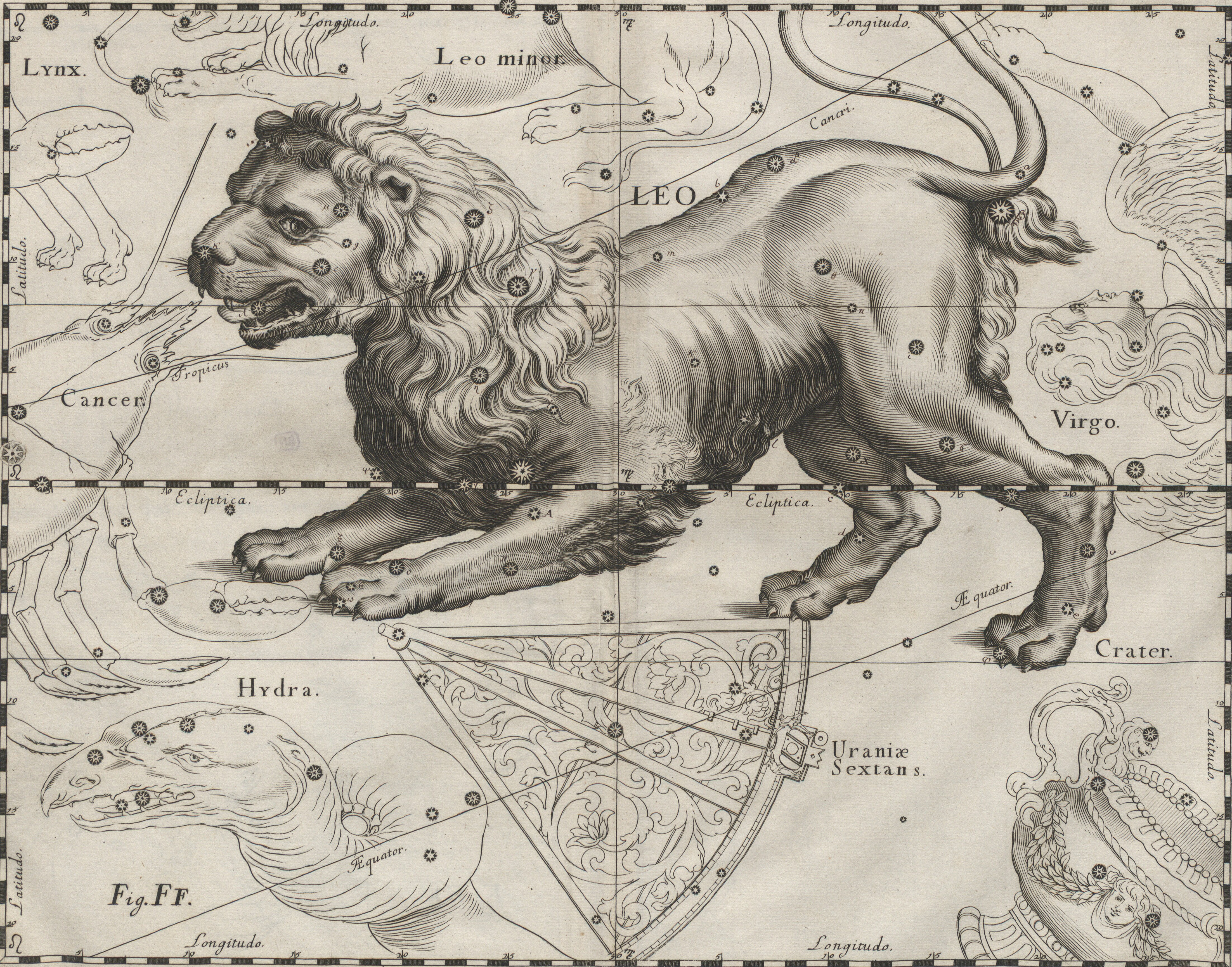
La costellazione del Leone, disegnata specularmente da Johannes Hevelius; il Sestante sta subito sotto.

Il Sestante è una piccola e oscura costellazione a cavallo dell'equatore celeste, creata in epoca moderna assieme a tante altre costellazioni che rappresentano strumenti tecnologici; non possiede alcuna stella luminosa, dato che la più brillante è anche l'unica che raggiunge la quarta magnitudine, pertanto la sua individuazione può risultare difficoltosa. La posizione in cui si trova può essere individuata comunque con facilità grazie alle brillanti stelle del Leone, e corrisponde alla regione priva di stelle cospicue situata a sud della luminosa Regolo; per scorgerne le componenti è necessario un cielo buio e possibilmente senza Luna. L'eclittica transita a circa un grado dall'angolo nordorientale della costellazione.
Grazie alla sua posizione equatoriale, il Sestante è comunque visibile nella sua totalità in cielo dalla maggior parte della superficie terrestre, tra +80° e -80° di latitudine; il periodo migliore per la sua osservazione nel cielo serale coincide con quello in cui si osserva il Leone, ossia nei mesi dell'inverno e della primavera boreale, fra fine gennaio e metà giugno. Dall'emisfero australe è invece osservabile dalla fine dell'estate all'inizio dell'inverno.

### Stelle principali
- α Sextantis è una gigante bianco-azzurra di magnitudine 4,48, distante 287 anni luce.
- γ Sextantis è una stella bianca doppia di magnitudine 5,07, distante 261 anni luce.
- β Sextantis è una stella azzurra leggermente variabile di magnitudine 5,08, distante 345 anni luce.

### Stelle doppie
Il Sestante ospita una facile stella doppia, nota come 35 Sextantis; si tratta di una stella visibile anche ad occhio nudo sotto un buon cielo, dal colore arancione e situata nella parte settentrionale della costellazione. Un semplice binocolo è in grado di risolverla in due stelle arancioni di quinta e sesta grandezza, grazie alla loro grande separazione, pari ad oltre 6'.
| Principali stelle doppie |                                          |                                          |             |             |                                 |         |
| Nome                     | Coordinate equatoriali all'epoca J2000.0 | Coordinate equatoriali all'epoca J2000.0 | Magnitudine | Magnitudine | Separazione (in secondi d'arco) | Colore  |
| Nome                     | AR                                       | Dec                                      | A           | B           | Separazione (in secondi d'arco) | Colore  |
| 35 Sextantis             | 10h 43m 21s                              | +04° 44′ 52″                             | 5,79        | 6,9         | 65,7                            | ar + ar |
| 40 Sextantis             | 10h 49m 17s                              | -04° 01′ 26″                             | 7,1         | 7,8         | 2,2                             | b + b   |

### Stelle variabili
Fra le stelle variabili, la più brillante è la RT Sextantis, una variabile semiregolare che pulsa fra la magnitudine 7,9 e la 8,9 con un periodo oltre tre mesi; la si può osservare anche con un binocolo.
Fra le Mireidi, l'unica di un certo rilievo è la S Sextantis, di ottava magnitudine in fase di massima.
| Principali stelle variabili |                                          |                                          |             |             |                  |                       |
| Nome                        | Coordinate equatoriali all'epoca J2000.0 | Coordinate equatoriali all'epoca J2000.0 | Magnitudine | Magnitudine | Periodo (giorni) | Tipo                  |
| Nome                        | AR                                       | Dec                                      | Max.        | Min.        | Periodo (giorni) | Tipo                  |
| S Sextantis                 | 10h 34m 56s                              | -00° 20′ 33″                             | 8,2         | 13,7        | 264,9            | Mireide               |
| RT Sextantis                | 10h 21m 02s                              | +02° 17′ 23″                             | 7.9         | 8,95        | 96               | Semiregolare pulsante |

## Oggetti non stellari
La costellazione del Sestante giace lontana dalle nubi del piano della Via Lattea e si trova sul bordo di una regione ad elevata densità di galassie luminose; ciò giustifica la presenza entro i suoi confini di alcune galassie luminose.
Fra queste, la più brillante è NGC 3115, soprannominata talvolta Galassia Fuso: si tratta di una galassia lenticolare che ospita nel suo nucleo un buco nero supermassiccio; nel nord della costellazione è invece visibile una coppia di galassie catalogate come NGC 3166 e NGC 3169, ben osservabili con un piccolo telescopio in una notte buia.
| Principali oggetti non stellari |                                          |                                          |          |             |                                        |              |
| Nome                            | Coordinate equatoriali all'epoca J2000.0 | Coordinate equatoriali all'epoca J2000.0 | Tipo     | Magnitudine | Dimensioni apparenti (in primi d'arco) | Nome proprio |
| Nome                            | AR                                       | Dec                                      | Tipo     | Magnitudine | Dimensioni apparenti (in primi d'arco) | Nome proprio |
| NGC 2974                        | 09h 42m 33s                              | -03° 42′ :                               | Galassia | 10,8        | 3,4                                    |              |
| NGC 3115                        | 10h 05m 14s                              | -07° 43′ :                               | Galassia | 9,9         | 7,2 x 2,5                              |              |
| NGC 3166                        | 10h 13m 45s                              | +03° 25′ :                               | Galassia | 10,6        | 5,2                                    |              |
| NGC 3169                        | 10h 14m 15s                              | +03° 28′ :                               | Galassia | 10,5        | 4,8                                    |              |

## Sistemi planetari
Nel Sestante sono note due stelle con un sistema planetario; in entrambi i casi il pianeta noto è solo uno, e in entrambi i casi si tratta di un gigante gassoso. HD 86081 b in particolare è un pianeta gioviano caldo, trovandosi a brevissima distanza dalla sua stella madre.
| Sistemi planetari |                                          |                                          |             |                |                              |
| Nome del sistema  | Coordinate equatoriali all'epoca J2000.0 | Coordinate equatoriali all'epoca J2000.0 | Magnitudine | Tipo di stella | Numero di pianeti confermati |
| Nome del sistema  | AR                                       | Dec                                      | Magnitudine | Tipo di stella | Numero di pianeti confermati |
| TOI-561           | 09h 52m 44s                              | +06° 12′ 58″                             | 9,5         | Nana gialla    | 4 (b - c - d - e)            |
| HD 86081          | 09h 56m 06s                              | -03° 48′ 30″                             | 8,74        | Nana gialla    | 1 (b)                        |
| BD-08°2823        | 10h 00m 48s                              | -09° 31′ 00″                             | 9,86        | Nana arancione | 2 (b - c)                    |
| HD 92788          | 10h 42m 49s                              | -02° 11′ 02″                             | 7,31        | Nana gialla    | 1 (b)                        |